# Hans Utz (Anglist)
Hans Werner Utz (* 3. Oktober 1919 in Sumiswald; † 9. August 2002 in Bern) war ein Schweizer Anglist und Hochschullehrer.

## Leben und Wirken
Nach seiner Reifeprüfung 1938 in Burgdorf studierte Hans Utz Anglistik, Geschichte und Germanistik an der Universität Bern und legte 1945 das Staatsexamen für das Lehramt an höheren Schulen ab. 1947 promovierte er dort. Von 1949 bis 1968 war er als Lehrer im Schuldienst tätig und unterrichtete in den Fächern Englisch und Geschichte am Deutschen Gymnasium Biel. Als Rektor dieser Schule amtierte er von 1964 bis 1968.
Ausserdem betätigte er sich ab 1947 als Hochschullehrer an der Universität Bern, zunächst als Hilfslektor. Nach seiner Habilitation im Jahre 1962 war er Privatdozent, ab 1964 ausserordentlicher Professor und von 1968 bis 1984 ordentlicher Professor für ältere englische Sprache und Literatur. Im Amtsjahr 1974/75 amtierte er als Dekan.
Neben Veröffentlichungen zur englischen Literaturgeschichte und Einführungen in Altenglisch und Mittelenglisch publizierte Utz auch historische Arbeiten, vor allem über die Beziehungen zwischen England und der Schweiz.

## Veröffentlichungen (Auswahl)
- François Barthélemy, französischer Botschafter bei der schweizerischen Eidgenossenschaft 1792–1797, über Bern. In: Schweizer Beiträge zur allgemeinen Geschichte, Bd. 3 (1945), S. 87–123.
- Die Anschauungen über Wissenschaft und Religion im Werke Fulke Grevilles (= Schweizer anglistische Arbeiten, Bd. 19). Francke, Bern 1948 (= Dissertation Universität Bern).
- Ein Opfer der bernischen Zensur. Pfarrer Herborts Buch „Versuch über wichtige Wahrheiten zur Glückseligkeit der Menschen“, 1766. In: Archiv des Historischen Vereins des Kantons Bern, Bd. 44 (1957–1958), H. 1, S. 99–137.
- Die Hollis-Sammung in Bern. Ein Beitrag zu den englisch-schweizerischen Beziehungen in der Zeit der Aufklärung (= Schriften der Literarischen Gesellschaft Bern, Bd. 8). Lang, Bern 1959.
- Rousseaus Schatten über Biel. In: Neues Bieler Jahrbuch, Jg. 1962 (1964), S. 46–59.
- Das Bedeutungsfeld Leid in der englischen Tragödie vor Shakespeare (= Schweizer anglistische Arbeiten, Bd. 54). Francke, Bern 1963 (= Habilitationsschrift Universität Bern).
- (mit Urs Dürmüller): Mittelenglisch. Eine Einführung (= Anglistische Arbeitshefte, Bd. 6). Niemeyer, Tübingen 1974, ISBN 3-484-40040-4.
- (mit Urs Dürmüller): Altenglisch. Eine Einführung (= Anglistische Arbeitshefte, Bd. 12). Niemeyer, Tübingen 1977, ISBN 3-484-40048-X.
- Erste Spuren von Nationalismus im spätmittelalterlichen Schottland. Forduns „Chronica gentis Scotorum“. In: Schweizerische Zeitschrift für Geschichte, Bd. 29 (1979), S. 305–329.
- „Eine aufgeklärte und für die Vortheile des Landbaues bemühte Nation“. Zu den Beziehungen zwischen den „Ökonomischen Gesellschaften“ von Dublin, London und Bern. In: Nikolai Bernard (Hrsg.): Gesellschaft und Gesellschaften. Festschrift zum 65. Geburtstag von Prof. Dr. Ulrich Im Hof. Wyss, Bern 1982, S. 244–270, ISBN 3-7285-0046-1.
- Bern: die Liebeserklärung der Emilie von Berlepsch (1755–1830). In: Berner Zeitschrift für Geschichte und Heimatkunde, Bd. 49 (1987), H. 2, S. 57–115.
- A Genevan's journey to the Hebrides in 1807. An anti-johnsonian venture. In; Studies in Scottish literature, Bd. 27 (1992), S. 47–71.
- Liberty and property. England im 18. Jahrhundert nach Berichten von Bernern. In: Berner Zeitschrift für Geschichte und Heimatkunde, Bd. 54 (1992), S. 98–150.
- Schotten und Schweizer – brother mountaineers. Europa entdeckt die beiden Völker im 18. Jahrhundert (= Scottish studies, Bd. 17). Lang, Frankfurt/M. 1995, ISBN 3-906753-39-5.